# Casa dels Capets

Blasó de la casa.

La Casa dels Capets o Casa de França (Maison de France) o Capets directes (Capétiens directs) va ser la casa reial que governà França de forma continuada entre els anys 987 al 1328.
El seu nom prové d'Hug Capet (938-993), duc de París i fundador del llinatge. És la tercera i, a través de diferents branques joves, última dinastia a pujar al tron del Regne de França.

## Genealogia
| Nom Català — Francès                     | Període històric | Parentiu                                           |
| ---------------------------------------- | ---------------- | -------------------------------------------------- |
| Hug I Capet — Hugues Capet               | 938–987–996      | Fill d'Hug el Gran, comte de París                 |
| Robert II de França — Robert le Pieux    | 970–996–1031     | Fill d'Hug Capet i Adelaida d'Aquitània            |
| Enric I de França — Henri Ier            | 1008–1031–1060   | Fill de Robert II de França i Constança d'Arle     |
| Felip I de França — Philippe Ier         | 1052–1060–1108   | Fill d'Enric I de França i Anna de Kíev            |
| Lluís VI de França — Louis le Gros       | 1081–1108–1137   | Fill de Felip I de França i Berta d'Holanda        |
| Lluís VII de França — Louis le Jeune     | 1119–1137–1180   | Fill de Lluís VI de França i Adelaida de Savoia    |
| Felip II August — Philippe Auguste       | 1165–1180–1223   | Fill de Lluís VII de França i Adela de Xampanya    |
| Lluís VIII de França — Louis le Lion     | 1187–1223–1226   | Fill de Felip II de França i d'Isabel d'Hainault   |
| Lluís IX de França — Louis o Saint-Louis | 1215–1226–1270   | Fill de Lluís VIII de França i Blanca de Castella  |
| Felip III de França — Philippe le Hardi  | 1245–1270–1285   | Fill de Lluís IX de França i Margarida de Provença |
| Felip IV de França — Philippe le Bel     | 1268–1285–1314   | Fill de Felip III de França i Elisabet d'Aragó     |
| Lluís X de França — Louis le Hutin       | 1289–1314–1316   | Fill de Felip IV de França i Joana I de Navarra    |
| Joan I de França — Jean Ier le Posthume  | 1316 (5 dies)    | Fill de Lluís X de França i Clemència d'Hongria    |
| Felip V de França — Philippe le Long     | 1291–1316–1322   | Fill de Felip IV de França i Joana I de Navarra    |
| Carles IV de França — Charles le Bel     | 1294–1322–1328   | Fill de Felip IV de França i Joana I de Navarra    |